# Sierra Leone i olympiska sommarspelen 1980
Sierra Leone deltog med 14 deltagare vid de olympiska sommarspelen 1980 i Moskva. Ingen av landets deltagare erövrade någon medalj.

## Boxning
Lättvikt
- Mohamed Bangura
  - Första omgången — Förlorade mot Viktor Demyanenko (Soviet Union) efter diskvalifikation i den andra omgången

## Friidrott
Herrarnas 100 meter
- Sheku Boima
  - Heat — 11,08 (→ gick inte vidare)

- John Carew
  - Heat — 11,11 (→ gick inte vidare)

- Rudolph George
  - Heat — 11,37 (→ gick inte vidare)

Herrarnas 200 meter
- Sheku Boima
  - Heat — 22,93 (→ gick inte vidare)

- Walter During
  - Heat — 23,12 (→ gick inte vidare)

- Rudolph George
  - Heat — 23,30 (→ gick inte vidare)

Herrarnas 800 meter
- George Branche
  - Heat — 1:54,6 (→ gick inte vidare)

- Sahr Kendor
  - Heat — 2:06,5 (→ gick inte vidare)

- Jimmy Massallay
  - Heat — 2:04,4 (→ gick inte vidare)

Herrarnas 1 500 meter
- George Branche
  - Heat — 4:03,9 (→ gick inte vidare)

Herrarnas maraton
- Baba Ibrahim Suma-Keita
  - Final — 2:41:20 (→ 46:e plats)

Herrarnas 4 x 400 meter stafett
- William Akabi-Davis, Jimmy Massallay, Sahr Kendor och George Branche
  - Heat — 3:25,0 (→ gick inte vidare)

Herrarnas tiokamp
- Columba Blango
  - Final — 5080 poäng (→ 16:e plats)

Damernas 100 meter
- Eugenia Osho-Williams
  - Heat — 12,95 (→ gick inte vidare)

- Estella Meheux
  - Heat — 13,22 (→ gick inte vidare)

Damernas 800 meter
- Eugenia Osho-Williams
  - Heat — 2:33,4 (→ gick inte vidare)

Damernas 100 meter häck
- Estella Meheux
  - Heat — 15,61 (→ gick inte vidare)

Damernas längdhopp
- Estella Meheux
  - Kval — startade inte (→ gick inte vidare, ingen notering)